# Pas graniczny

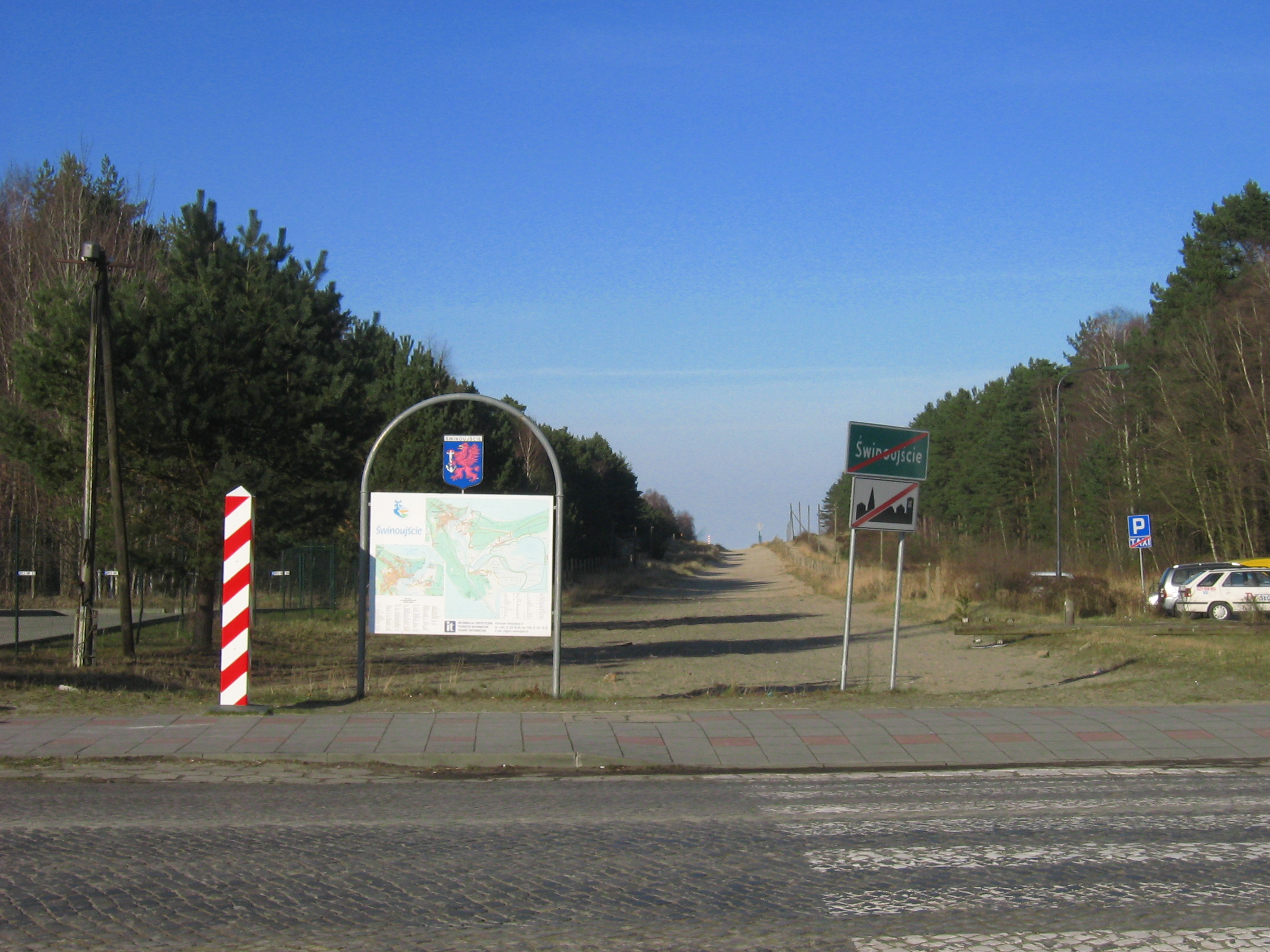
Pas graniczny w Świnoujściu

Pas graniczny – termin oznaczający obszar leżący na granicy państw (rzadziej okręgów wewnątrz państwa), jest on własnością danego państwa, często można się spotkać na jego obszarze z różnego rodzaju umocnieniami jak bunkry, zasieki, pola minowe.